# کرم‌های پیکانی
کرم‌های پیکانی شاخه‌ای از کرم‌های طعمه‌خوار دریازی هستند که بخش بزرگی از پلانکتونهای سراسر جهان را تشکیل می‌دهند. در اصطلاح علمی به آن‌ها تارفَک‌تباران (Chaetognatha) گفته می‌شود. نام‌های دیگر به‌کاررفته برای این شاخه پیکانیان یا تارآروارگان است.
تارفک‌تباران شاخه‌ای از سلسلهٔ جانوران است که اعضای آن باله‌های افقی دارند که از پشت تا ناحیهٔ دُم ادامه دارد؛ بدن آنها سه‌قسمتی و شفاف است و سرشان دارای چشم و خارهای چنگ‌انداز کیتینی و دندانه‌ای است که دهان را احاطه کرده‌اند و برای تغذیه به کار می‌روند؛ برخی از اعضای این شاخه از دروایان هستند.
در حدود ۲۰ درصد از گونه‌های شناخته‌شدهٔ تارفک‌تباران ژرف‌زی هستند و می‌توانند به جلبک‌ها و سنگ‌ها بچسبند.
بیشتر کرم‌های پیکانی بدنی آبگون و ترانما و اژدرمانند دارند اما برخی از گونه‌های اعماق دریا نارنجی‌رنگ‌اند. اندازهٔ کرم‌های پیکانی از ۲ تا ۱۲۰ میلی‌متر متغیر است. این گروه از نظر مراحل جنینی به دهان‌دومیان مرتبطند اما از نظر ملکولی و ژنتیکی به دهان اولیه‌ها شبیه‌تر هستند. در حال حاضر این گروه دهان‌دومیان شناخته می‌شوند اما امکان جابه جایی این گروه به دهان‌نخستیان وجود دارد.